# 捐精
捐精是一种捐贈行為，指男性通過醫療機構或者通過自然受精捐贈精子，將自己的精子送贈妻子以外的女性。1953年，美国建立世界首个人类冷冻精子库。人类冷冻精子库是捐献精子的唯一保存方式。

## 相關条目
- 捐卵
- 不育
- 人工授孕
- 試管嬰兒